# Virtus Cassino
La Virtus TSB Cassino, nota per ragioni di sponsorizzazione come BPC Virtus Cassino, è una squadra di pallacanestro della città di Cassino. Milita in Serie B, il terzo livello del campionato italiano di pallacanestro.

## Storia
Fondata nel 2011, la società presieduta da Leonardo Manzari inizia la sua attività iscrivendosi al campionato regionale laziale di Serie D 2011-12, acquisendo il titolo del Città Futura, società satellite dell'Eurobasket Roma. 
Dopo un inizio stagione altalenante la squadra, inizialmente allenata da Antonio Caprile, viene affidata all'esperto coach Mimmo Biello, vecchia conoscenza del basket cassinate. Sotto la sua guida i rossoblù risalgono la classifica e accedono ai play-off, venendo sconfitti ai quarti di finale dal S. Rosa BK Viterbo. 
Nella stagione successiva, 2012-13, la squadra viene affidata a coach Luca Vettese. Guidati in campo dall'esperienza di Furio De Monaco, i cassinati lottano testa a testa con la N.B. Sora 2000 e vincono il campionato di Serie D con due giornate di anticipo, grazie a 23 vittorie su 26 incontri disputati. 
Nel 2013-14 la Virtus si ripete. Ottenuta la wild card per la Divisione Nazionale C, da neopromossa domina il campionato con 25 vittorie su 26 incontri e ottiene la promozione diretta in Serie B, sancita dalla vittoria all'ultima giornata contro i rivali della LUISS Roma. 
Nel 2014-15 disputa il primo campionato nella terza serie. Si piazza al 6º posto del girone C, ottenendo così l'accesso ai play-off, dove viene sconfitta al primo turno da Montegranaro.
Nella stagione successiva, 2015-16 la Virtus conclude la regular season al terzo posto in classifica e arriva fino alla finale play-off dove viene battuta dall'Eurobasket Roma. Nella stagione 2016-17, dopo un quinto posto in campionato, fallisce nuovamente la promozione in A2, arrendendosi in semifinale play-off contro Cuore Napoli Basket.
Nel 2017-18, la Virtus finalmente centra l'obiettivo. Dopo essersi piazzata al terzo posto nel Girone D, raggiunge la finale play-off, dove batte 3-0 Barcellona, accedendo così alle final four di Montecatini. Dopo una prima sconfitta contro Piacenza, i rossoblù vincono lo spareggio contro la Cestistica San Severo: è A2.
A seguito della promozione in A2, riceve il premio "Retina d'Oro" 2018 per i meriti sportivi.
Costretta ad abbandonare Cassino a causa dell'inadeguatezza degli impianti e a giocare le partite casalinghe al Palasport di Frosinone, la Virtus conclude la sua unica stagione di Serie A2 al penultimo posto. Le uniche gioie di un'annata amara resteranno le storiche vittorie conquistate contro Virtus Roma e Treviglio, rispettivamente 1º e 3º forza del campionato. Con la sconfitta ai play out contro Piacenza, il 3 maggio 2019 retrocede di nuovo in Serie B.
Anche la stagione seguente vede la Virtus in difficoltà: a dicembre la squadra è ultima in Serie B con un ruolino di una sola vittoria e dieci sconfitte. Al posto di Vettese, sulla panchina rossoblu dal 2012, viene ingaggiato coach Alessandro Fantozzi. Con lui in panchina ed un roster rinnovato, la Virtus intraprende una memorabile rimonta interrotta dall'emergenza Coronavirus che ha provocato la fine anzitempo della stagione, conclusasi al 13º posto.
Alla ripresa dei campionati, la Virtus ingaggia nuovamente in panchina il capo allenatore storico della formazione benedettina, Luca Vettese, che guida il roster caro al Presidente Leonardo Manzari, al 5º posto in regular season nella stagione agonistica 2020-21; ai quarti di finale playoff, validi per la promozione in serie A2, i rossoblù vengono eliminati dal Roseto Basket.

## Colori e simbolo
I colori della maglia della Virtus Cassino sono il rosso il blu.
Il simbolo è composto dal lupo, simbolo storico della società, e dall'abbazia di Montecassino, monumento identificativo della terra di San Benedetto.

## Palazzetto
La Virtus Cassino ha giocato dal 2011 al 2016 nel Palazzetto "O. Soriano" di Atina, a causa dell'indisponibilità del Palazzetto dello Sport di Cassino.
Dal 2016 i rossoblù disputano le partite casalinghe nel rinnovato Palazzetto dello Sport di Cassino, ridenominato Pala Virtus, con capienza di 400 spettatori.
Nella stagione 2018-19, a causa dell'indisponibilità di strutture con capienza adeguata agli standard minimi richiesti dalla Serie A2, la Virtus ha giocato le partite casalinghe al Palazzetto dello sport "Città di Frosinone", a circa 60 km da Cassino.
Dal settembre 2019, il ritorno nel palazzetto della città martire.

## Allenatori e Presidenti
- 2011-2012  Antonio Caprile
 Domenico Biello
- 2012-2019  Luca Vettese
- Dicembre 2019-Marzo 2019  Alessandro Fantozzi
- dal Settembre 2019-2022  Luca Vettese
- dal Settembre 2022  Roberto Russo

- 2011-2013  Leonardo Manzari
- 2013-2019   Donatella Formisano
- 2019-  Leonardo Manzari

## Sponsor
- 2011 - Banca Popolare del Cassinate